# Westrup (Adelsgeschlecht)

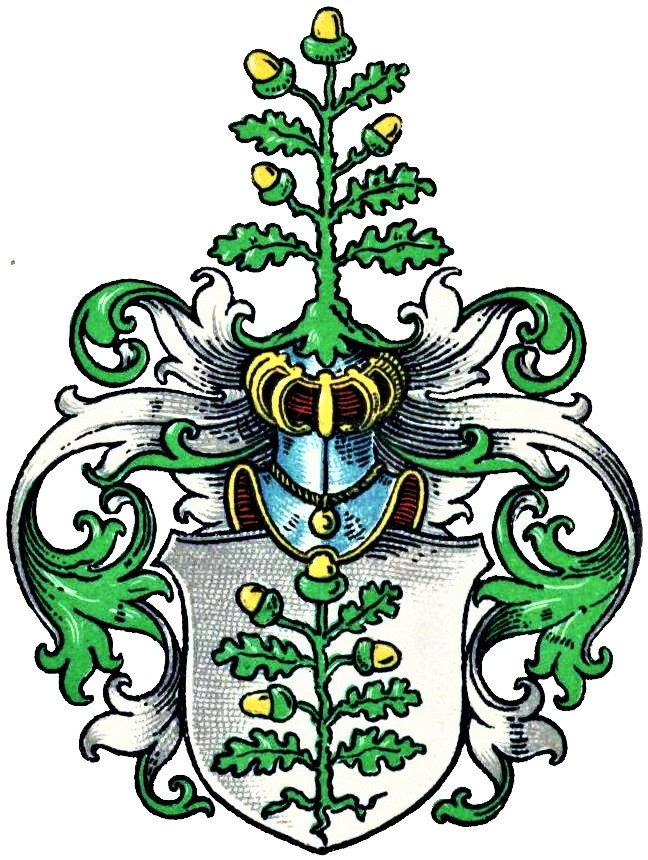
Wappen derer von Westup

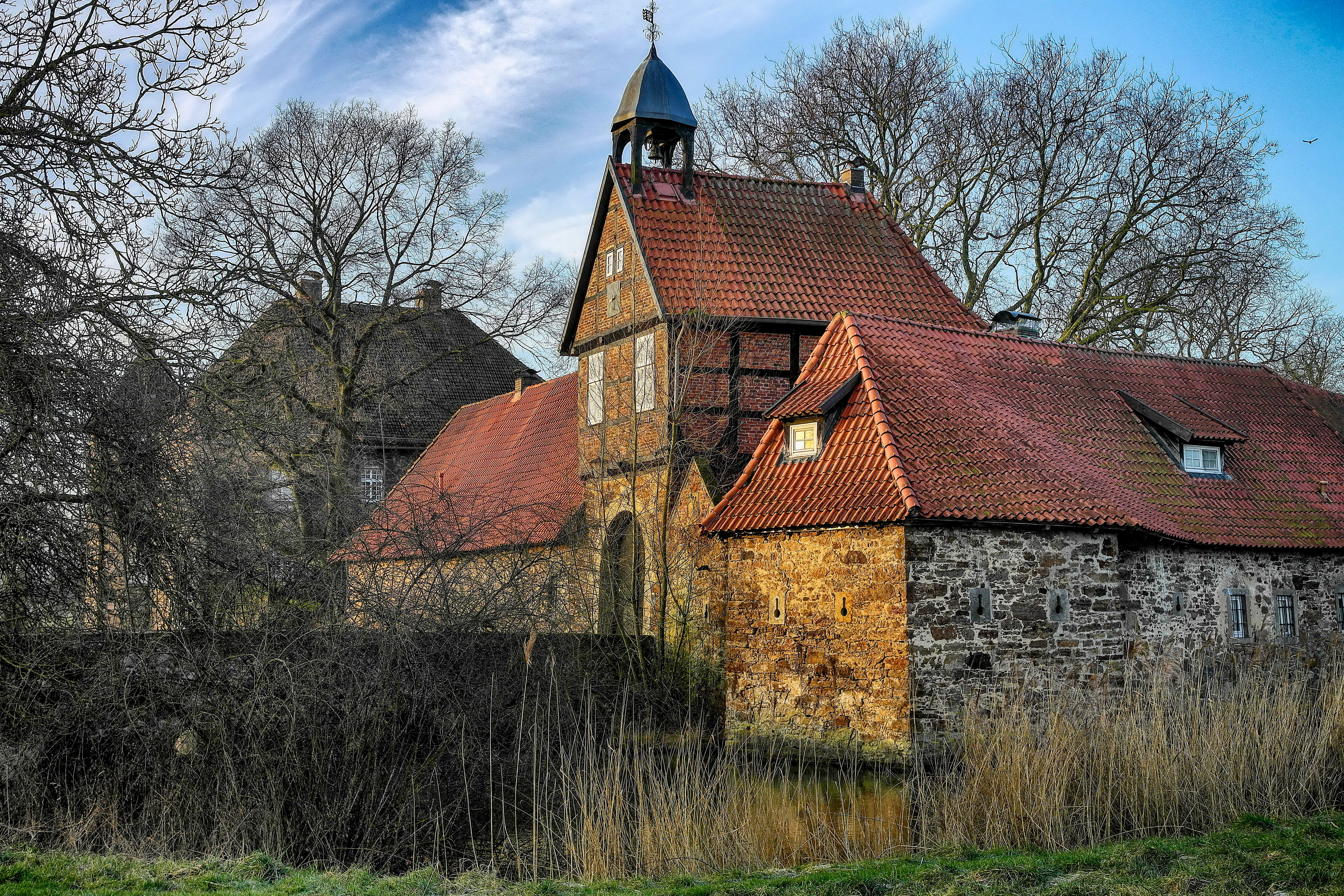
Gut Stockhausen, Lübbecke

Westrup (auch: Westorf, Westarp, Westorp, Westorppe o. ä.) ist der Name eines westfälischen, insbesondere in Lübbecke und Umgebung ansässigen, dort um 1640 erloschenen Adelsgeschlechts, das aber zumindest noch bis 1740 in den Söhnen des Johann Hermann Westrup zu Horn fortbestand.

## Geschichte
Das ritterliche Geschlecht, möglicherweise aus dem nahen Westorf als namensgebenden Stammhaus, war seit 1411 zu Stockhausen bei Blasheim im Bistum Minden (bis 1624) und in Lübbecke besitzlich. Es stellte Burgmannen und Bürgermeister ebendort sowie in Rietberg.
Schon 1438 war ein Hinric van Westorp Bürgermeister in Lübbecke. Gerd von Westorp stiftet vor 1457 am Kollegiatstift St. Andreas in Lübbecke die Vikarie Omnium Sanctorum. Ab 1520 treten die Westrup vielfach als Amtsträger in der Stadt auf. Bis 1624 sitzen sie auf zwei dortigen Burgmannshöfen in der Stadt, von denen einer 1640 an die Familie von der Recke, und 1808 in den Besitz eines gewissen F. W. Meyer und 1898 an die jüdische Gemeinde (Synagoge) geht. Ein Wappenstein an diesem Burgmannshof geht wohl auf Mattheus von Schloen gt. Tribbe zu Groß-Engershausen (1525 bis 1556) und seine Frau Agnes von Westrup († 1522) zurück. Johann von Westrup war 1570 adeliger Bürgermeister in Lübbecke. 1603 gehört Hermann von Westrup zur Lübbecker Ritterschaft. Seine Tochter Anna Margarethe brachte um 1640 des Lübbecker Hofgut zusammen mit Gut Stockhausen an ihren Gatten Dietrich von der Recke a. d. H. Steinfurt.
In Rietberg saß das Geschlecht zu Rithus und stellte ab 1450 Burgmänner, Bürgermeister und Ratsmitglieder. Um 1612 verarmten die Westrup, die das Wiedenbrücker Burglehn Riethaus besaßen, und starben aus. Um den Besitz des nachgelassenen Wiedenbrücker Burglehns Riethaus stritten Hermann von Westrup zu Stockhausen, der Bürgermeister von Lübbecke war, und Georg von Westrup, der zu Horn in den Bürgerstand getreten und der nächste Erbe war. Die Linie Westrup zu Stockhausen war 1619 aber auch verarmt.
Das Geschlecht ist von den Grafen von Westarp zu unterscheiden, wenngleich über die Stammmutter Verwandtschaft bestehen mag: Der 1811 gewählte Name der Grafen Westarp geht auf die Herkunftsfamilie ihrer Stammmutter zurück, die aus einem gleichnamigen alten westfälischen Geschlecht Westarp stammte, das im 17. Jahrhundert Verwaltungsstellen in Soest bekleidete und schon vor dem Dreißigjährigen Krieg Bürgermeister von Beckum stellte (und auch Herzschild und Helmzier ähneln stark denen des Stammwappen des hier behandelten Geschlechts): Eberhard Dinckerman und Johann Westarp, weltlicher Richter bzw. Kammergerichtsschreiber zu Soest, verkauften am 4. März 1637 ihren Hof in Delecke, Zweekotten genannt, an Adam von Hanxlede gen. Bock und dessen Ehefrau Maria Salome, geb. von Weix. 1633 übernahm in Soest mit Johann Westarp der erste „professionelle“ Kämmereischreiber, der nicht selber Mitglied des Rates war, diese Aufgabe. Johan Westarp urkundete im Juli 1624 als Bürgermeister von Beckum, der westfälischen Stadt unweit von Soest sowie auch schon am 10. November 1610 als Bürgermeister von Beckum. Johan Westarp, Bürger zu Ahlen (Stadt nahe Beckum und Soest), schenkte am 20. Mai 1502 dem Kloster Maria Rosa daselbst zwei Morgen Landes. Am 14. August 1401 trat Johan Westarp in Wadersloh (nahe Beckum und Soest) als Zeuge zur Beurkundung einer Stiftung an die Kirche zu Wadersloh auf. Die frühere Namensform von Westarp war Westorpe bzw. Westorp (Wesdorpe, Westdorpe, Westdarp), ein urkundlich 1273 bei Steinfurt gelegener Gutshof, dessen Ort schon lange Wüstung ist. Der Gemarkungsname „Westarps Geist“ erinnert daran. Herm. de Westdorpe [Hermann von Westdorpe] kommt schon im ältesten Bürgerbuch der Stadt Soest (geführt 1302–1449) vor.

## Persönlichkeiten
- Johann von Westrup, 1333 ritterbürtiger Hausbesitzer um St. Johann in der Osnabrücker Neustadt, vielleicht mit jenem identisch oder nah verwandt, der 1371 in der Schlacht am Holzhäuser Bach gefangen wurde[17]
- Johann van Westorp, 1452 und 1476 Knappe und Burgmann zu Rietberg
- Gerdt Westarp, 1461 gesworner richter zu Beckum.[18]
- Wilhelm von Westrup wurde 1484 mit einer freien Hofestatt in der Stadt Rietberg belehnt,[19] wo am 30. Juni 1470 ein Johann von Westrup Knappe war,[19] noch im Rietberger Lehnsregister von 1569 eine freie Stätte vor der Neuen Burg in der Stadt Rietberg für die Familie von Westrup genannt.[20] Vor 1509 verstorben. Eventuell Vater von Curt von Westrup, der als Knappe belegt ist.[21]
- Cort van Westorp, ab 1510 gräflicher Gefolgsmann des Grafen Johann von Rietberg, belehnt mit Burglehen Rithus in Wiedenbrück, Bürgermeister in Rietberg; Cort Westrup: 1536 Bürgermeister zu Rietberg (1502 als Conradus Westorp de Ritborch an der Universität Rostock immatrikuliert).[22]
- Gerd Westorp, Bürgermeister in Beckum, erwirbt 1530 das Kolckmanns-Gut im Kirchspiel Vellern[23]
- Anna von Westorp; ⚭ Heinrich I von Haren (1465–1500)[24]
- Heinrich von Westorp (der Ältere), (* ca. 1370; † nach 1439), 1404 Knappe, kauft 1411 das Gut Stockhausen bei Lübbecke[25]
  - Heinrich von Westorp (der Jüngere), (* um 1400; † nach 1449), urk. 1428–1449, 1470 tot, als Knappe ⚭ 1432 Lucke N.N.
  - Pelmeke von Westorp (* um 1407; † nach 1432)
  - Gerd von Westorp, 1474 Herr zu Stockhausen, Stifter einer Vikarie; ⚭ 1439 Anneke von dem Rode
    - Heinrich von Westorp (* um 1444; † n. 1495), urk. 1480–1495, 1483 Knappe
    - Johann von Westorp (* 1445; † nach 1515), urk. erw. 1480–1515, 1483 Knappe
    - Pelmeke von Westorp (* um 1442; † nach 1464); ⚭ v. 1464 Cord von Schloen gen. Tribbe (* um 1335, Sohn von Eustachius von Tribbe)
    - Ribbecke von Westorpe (* um 1440) Herr zu Stockhausen 1485 bis 1520; ⚭ 18. Januar 1486 Rixa von Quernheim[26]
      - Maria von Westorp (* um 1490; † nach 1561), 1554 Witwe des Swithard von Bockel
      - Agnes von Westrup (* um 1500; † um 1523); ⚭ 1520 Matthäus von Sloen gen. Tribbe, Herr zu Groß-Engershausen; dieser ⚭ (II) Appolonia von Schloen gen. Gehle
      - Hermann von Westorp zu Stockhausen (* 1503, † 2. April 1560 in Lübbecke, Bürgermeister ebenda)[27], 1525 Mitglied der Mindenschen Ritterschaft[28]; ⚭ v.  1529 Catherina von Hadewig (* um 1507; † 6. Oktober 1565)
        - Johann von Westorpe († v. 1600 Lübbecke), adeliger Bürgermeister in Lübbecke 1570 und Herr zu Stockhausen 1565 bis 1595[29]; ⚭ Margarethe von Schilder (Tochter des Jost und der Margarethe von Exterde).
          - Hermann II von Westrup, 1600 Herr zu Stockhausen, 1603 Mitglied der Lübbeckschen Ritterschaft; ⚭ Margaretha de Wendt zu Stockhausen.[30] Er überträgt 1624 nach Verlust des
            - Sohnes Johann Adrian († 1623) das Erbe an
            - Tochter Anne Margaretha und Schwiegersohn (1620 Eheversprechen) Dietrich von der Recke a. d. H. Steinfurt (Sohn des Johann v. d. Recke zu Steinfurt)

        - Agnes (Anna) von Westorp (* 1535)[31]; ⚭ (I) ca. 1555 Reinecke von Schloen gen. Tribbe zu Figenburg (* 1523; † n. 1595)[32], Drost auf dem Limberg 1581 bis 1595; ⚭ (II) ca. 1600 Johann von Grapendorf († 1609)[33]

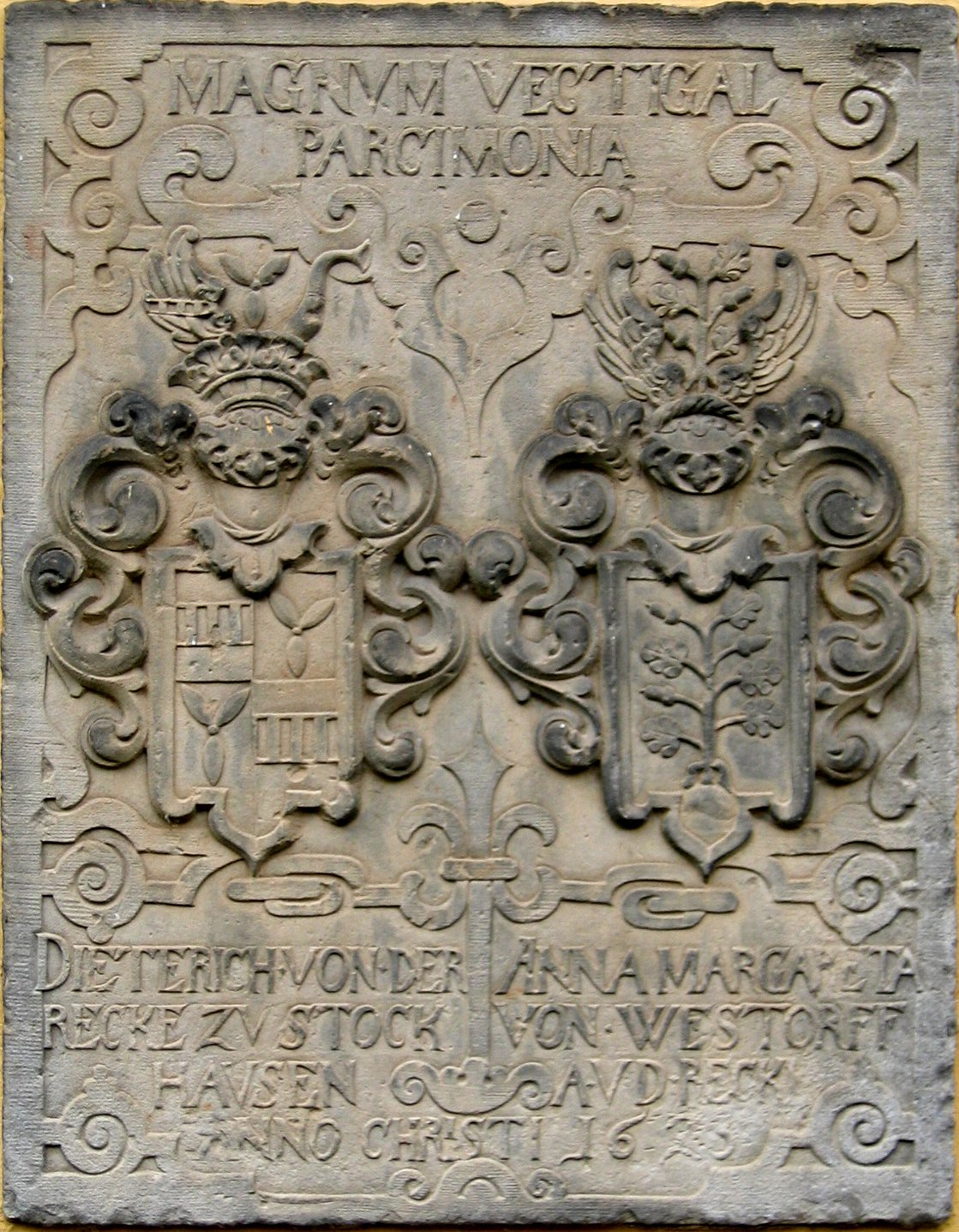
Ehe-Allianzwappen von Dietrich von der Recke zu Stockhausen und Anna Margaretha von Westorff, 1623

- Franz Westarp, 1615 Stadtrichter zu Ahlen[34]
- Johann Hermann Westrup, bis 1689 Gograf und Richter zu Horn, da er dann Bürgermeister der Stadt Horn werden sollte,[35] ⚭ Dorothea Margaretha von Kotzenberg, Tochter des Gogreven Franz Egibert von Kotzenberg zu Büren und Enkelin des Johann Hermann von Kotzenberg, Präsidenten zu Detmold, und der Elisabeth von der Lippe.[3]

## Wappen
Blasonierung: In Weiß ein ausgerissener grüner Eichenbaum mit braunem Stamm, fünf grünen Blättern und vier goldenen Eicheln. Auf dem Helm ein Eichenzweig mit drei goldenen Eicheln und zwei grünen Blättern, manchmal in der Mitte eines offenen Flugs. Die Decken sind grün-silbern.
Weitere Wappendarstellungen:

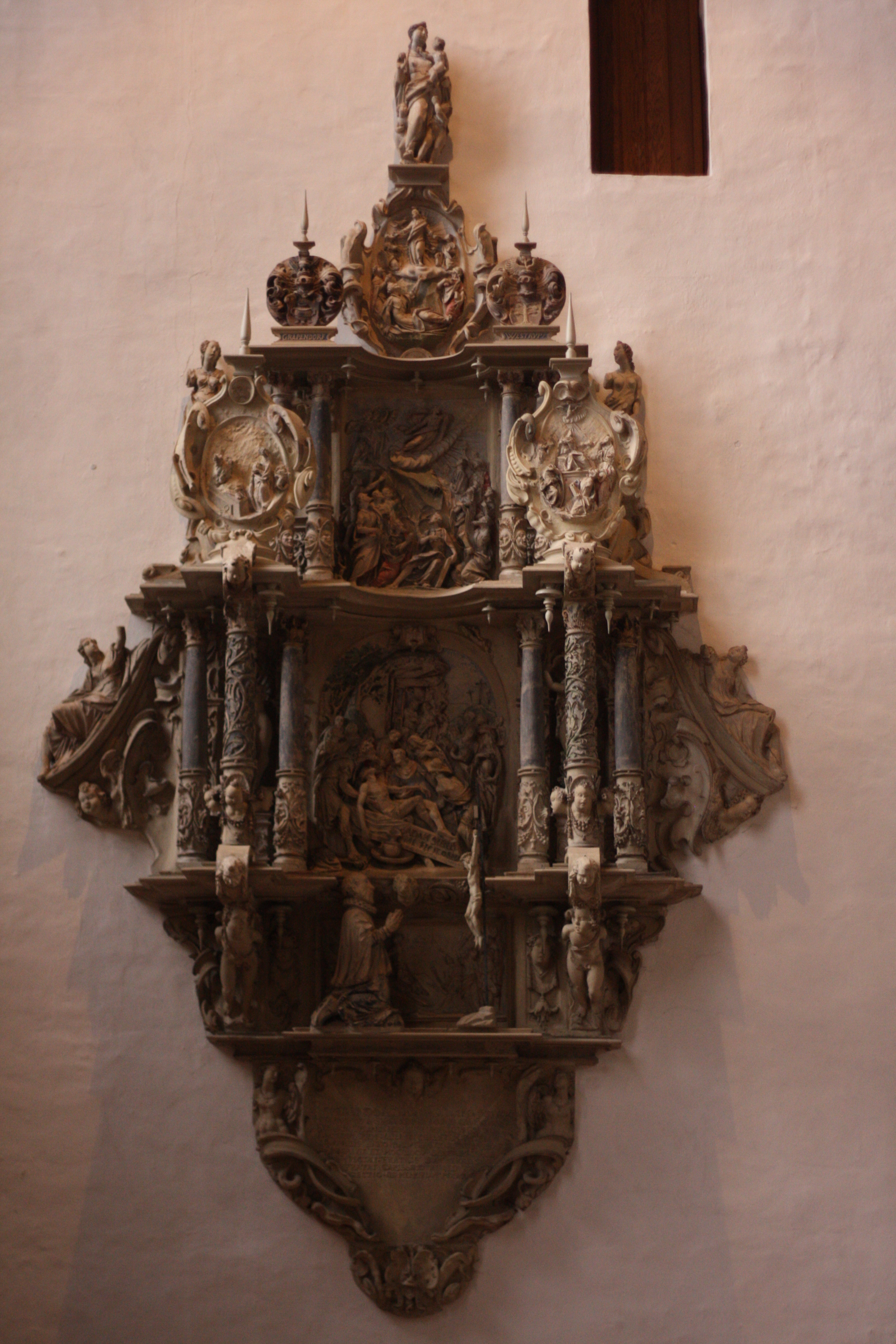
Grapendorf-Epitaph im Dom Minden, Wappen Westrup ob. re., 1622
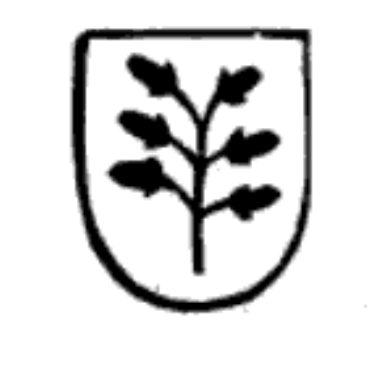
Wappen bei Anton Fahne, 1858
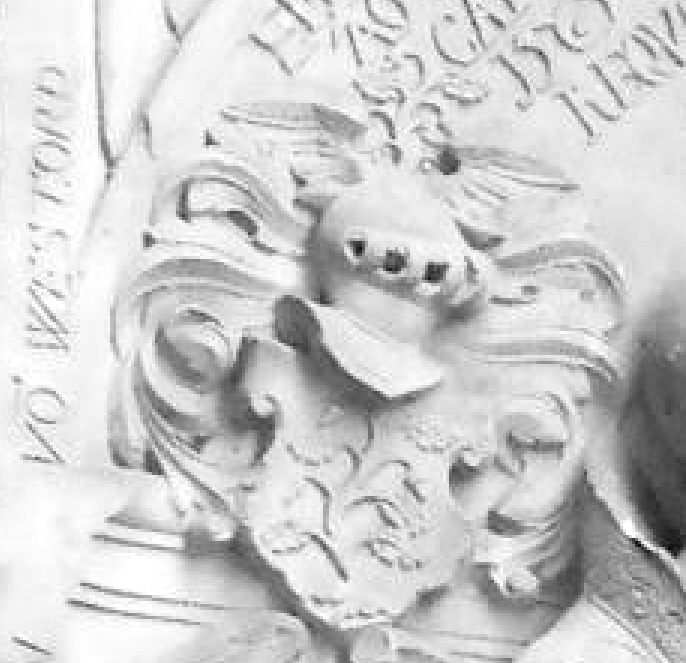
Epitaph Hermann von Westrup, 1565
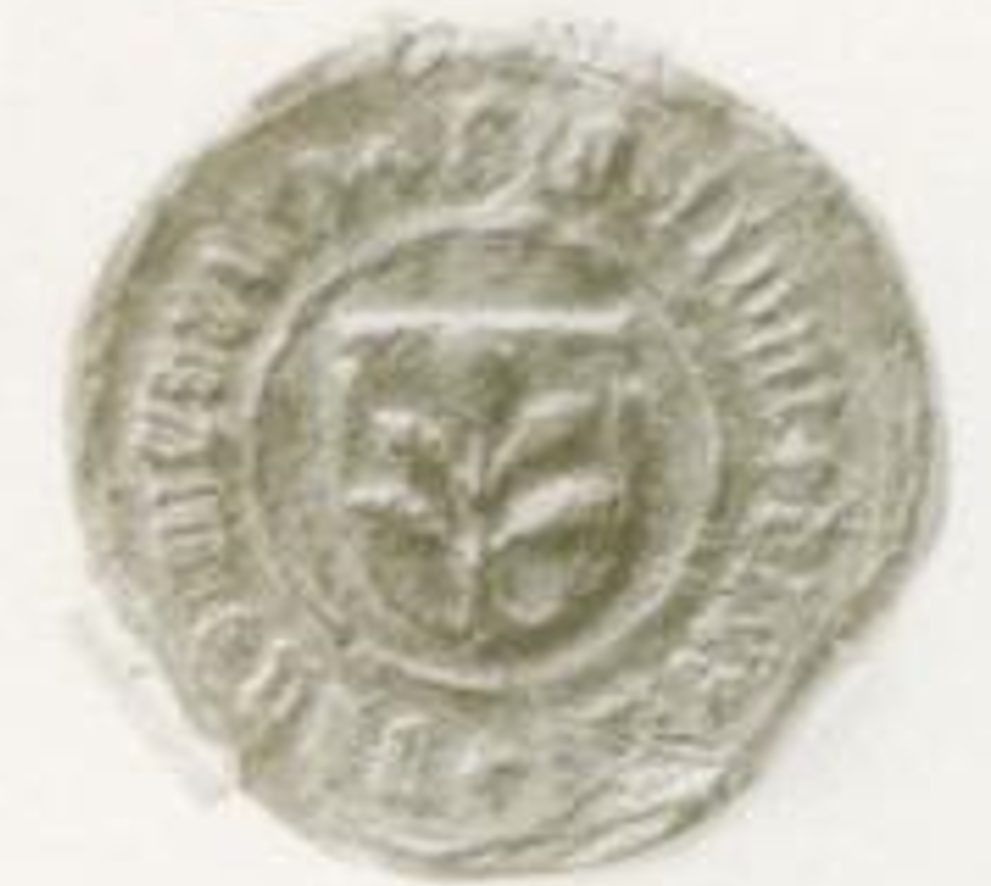
Siegel Gerhard von Westorp 1452
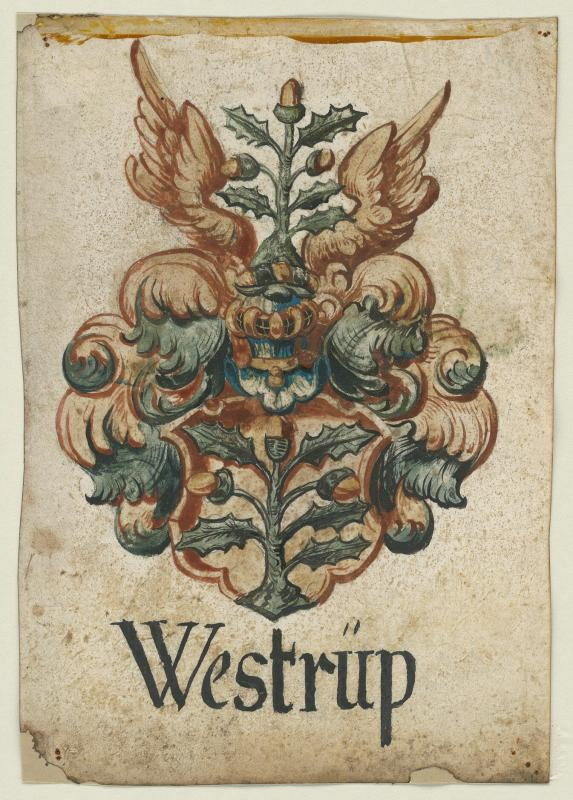
Gouache auf Pergament (Museum Burg Altena)
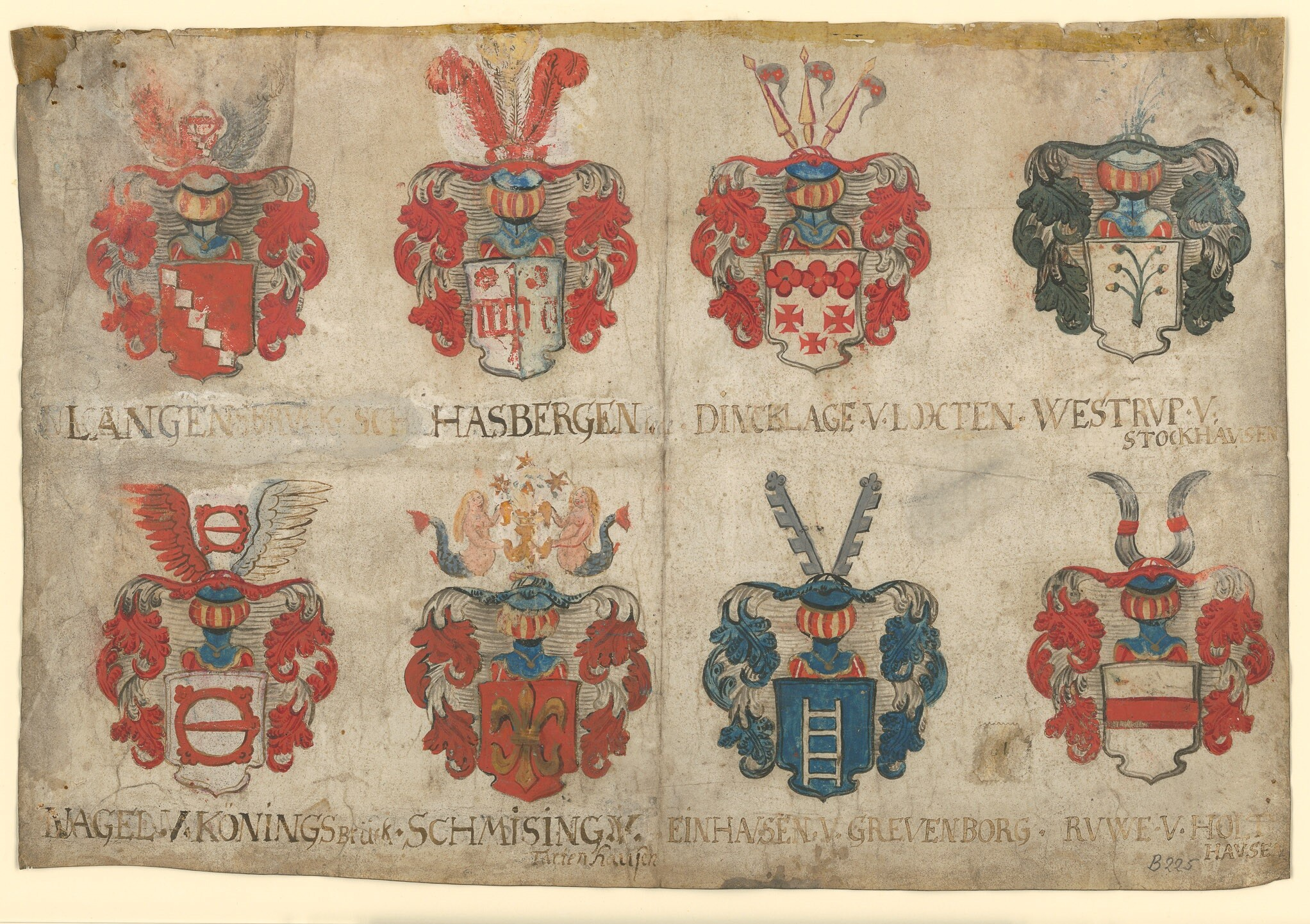
Pergamentblatt mit Wappendarstellungen, 17. Jahrhundert (Museum Burg Altena)
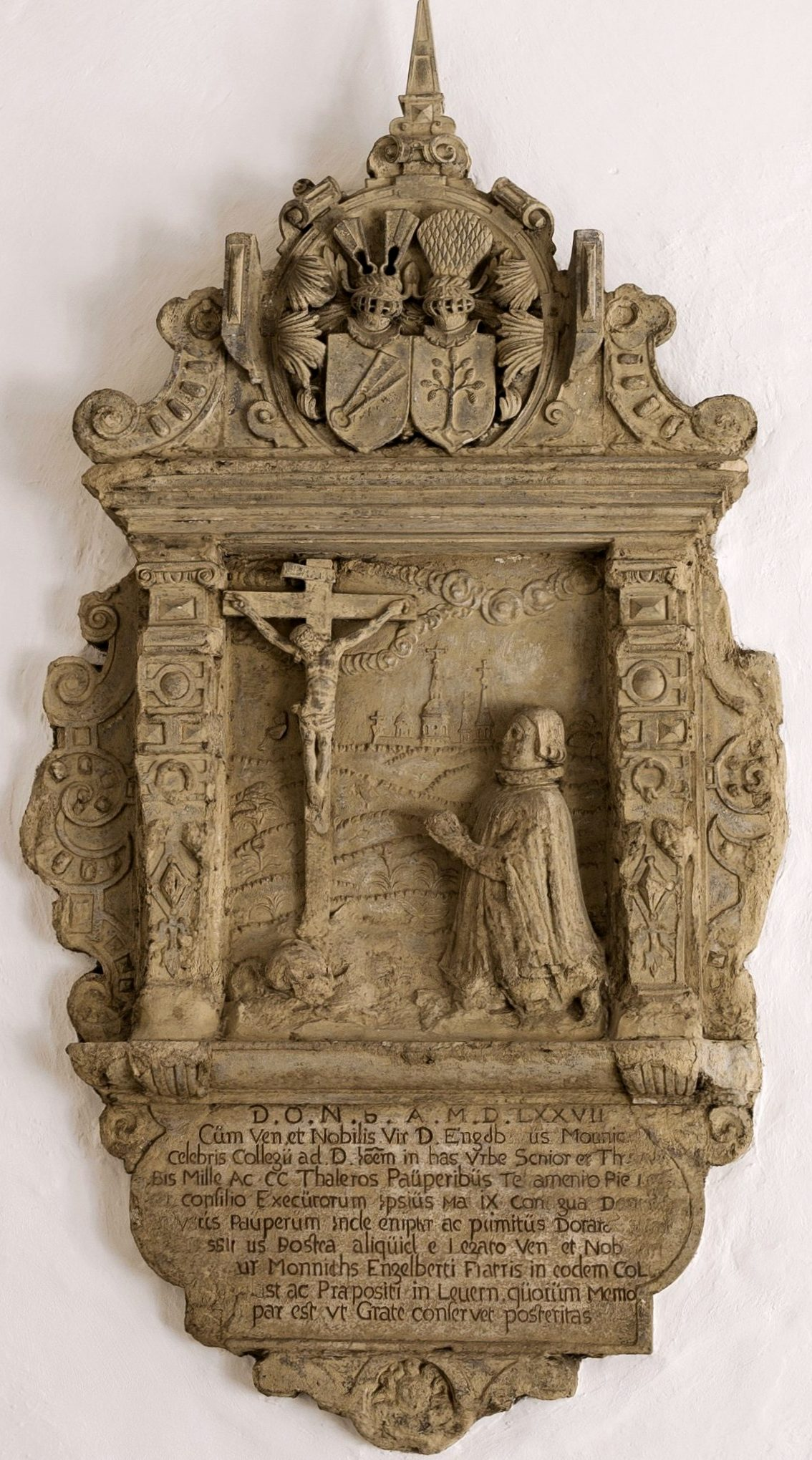
Allianzwappen Monnich-Westrup, St. Johann Osnabrück